# Karfás
Karfás (Karfas) är en ort i Grekland.   Den ligger i prefekturen Chios och regionen Nordegeiska öarna, i den östra delen av landet, 220 km öster om huvudstaden Aten. Karfás ligger 15 meter över havet och antalet invånare är 393. Den ligger på ön Chios.
Terrängen runt Karfás är platt åt sydost, men västerut är den kuperad. Havet är nära Karfás österut.  Närmaste större samhälle är Chios, 5,4 km norr om Karfás. 